# Liste des seigneurs, marquis et ducs de Duras
Pour les articles homonymes, voir Duras.
Le titre de duc de Duras est un titre de noblesse créé dans la pairie de France aux XVIIe et XVIIIe siècles.

## Généralités
Les seigneurs de Clermont et de Duras, marquis de Blanquefort (Gironde), comtes de Rauzan, en 1625, puis de Montgommery, barons de Pujols, de Cypressac et de Laudrouet, créés, en 1609, marquis, puis, en mai 1668, ducs de Duras et pairs de France.
Les lettres patentes de cette première érection, n'ayant point été enregistrées, n'eurent point d'effet. Une autre érection de Duras en duché simple eut lieu en 1689 ; l'enregistrement est du 1er mars de cette année. Ce duché fut érigé en pairie en 1755, et l'enregistrement et la première réception eurent lieu au parlement le 12 février 1757.

## Devise
- Si ell dur, yo fort : S'il (le château) est dur, moi je suis fort. Cette devise glose leur nom, Durfort.

## Seigneurs de Duras
- Gailhard II de Durfort (° vers 1346 - † 1422), seigneur de Duras, sénéchal de Gascogne.
  - Fils de Gailhard Ier de Durfort l'Archidiacre (° vers 1303 † vers 1356), chevalier, seigneur de Durfort et de Blanquefort, il n'avait qu'une dizaine d'années lorsqu'il succéda à son père. Il rend hommage au prince de Galles, dans la cathédrale de Bordeaux, en juillet 1364, pour ses principales seigneuries de Blanquefort et de Duras[5].
- Gailhard III de Durfort († peut-être en 1442), seigneur de Duras, prévôt de Bayonne, sénéchal des Landes.
  - C'est à lui que l'on doit les travaux qui firent du château de Blanquefort une « forteresse imprenable[5] ».
- Gaillard IV de Durfort le proscrit († vers 1481), baron de Duras, chevalier de la Jarretière (1463 (brevet no 195), démissionne en 1476).
- Georges de Durfort, fils du précédent, seigneur de Duras ;
- Jean de Durfort (° vers 1450, Ormezan-en-Astarac (ancienne paroisse du Gers) - † 12 avril 1520), frère du précédent, seigneur de Duras et de Rauzan, de Blanquefort, de Villandraut, maire de Bordeaux (1487), commandant de 50 lances à la bataille de Ravenne, gouverneur de Crémone (Lombardie). Marié avec Jeanne Angevin qui lui apporte Rauzan.
  - Son fils cadet, Jean († 1535) est l'auteur de la branche de Civrac.

- François de Durfort (° vers 1494 - Pavie - † octobre 1524), fils aîné du précédent, seigneur de Duras et de Rauzan, commandant de 50 lances
- Symphorien de Durfort (° vers 1523 - † tué le 12 mars 1563 à Orléans), seigneur de Duras et de Rauzan, gentilhomme ordinaire de la Chambre du roi, colonel des légionnaires de Guyenne.
  - « Il embrassa le parti de la Réforme[5] »
- Jean de Durfort (° après 1538 - † tué en février 1587 à Saint-Seurin-sur-l'Isle), fils du précédent, seigneur de Duras et de Rauzan.
  - Il reçut le pardon du roi à la Saint-Barthélémy dont il fut rescapé, abandonnant le protestantisme et se déclarant catholique. Devenu gentilhomme de la chambre ordinaire du roi de Navarre. Sa femme Marguerite de Gramont (v.1554-1572), fut une des dames d'honneur et grande amie de Marguerite de Valois, dite la reine Margot, femme d'Henri de Navarre[5].
- Jacques de Durfort (° 1547 - † 1626), frère du précédent, seigneur de Duras et de Rauzan.

Jacques de Durfort avait épousé, le 20 mai 1603 Marguerite de Montgommery (1585-1606), dame de Lorges. Il fut créé marquis de Duras en février 1609 et comte de Rauzan le 25 octobre 1625.

## Marquis de Duras
1. Jacques de Durfort (1547-1626), 1er marquis de Duras (février 1609), baron de Blanquefort, 1er comte de Rauzan (25 octobre 1625), capitaine de 50 hommes des ordonnances du roi, conseiller d'État sous Henri IV de France
2. Guy Aldonce Ier de Durfort (1605-1665), fils du précédent, 2e marquis de Duras, 2e comte de Rauzan, seigneur de Lorges, maréchal de camp
  1. Son 3e fils, Guy Aldonce II de Durfort (1630-1702) est l'auteur de la branche de Lorges.
3. Jacques Henri de Durfort (1625-1704), fils du précédent, 3e marquis de Duras, 3e comte de Rauzan.

Jacques Henri de Durfort (1625-1704), est créé duc et pair de Duras en mai 1668 puis duc « simple » en 1689.

## Duc de Duras
1. Jacques Henri de Durfort (1625-1704), 1er duc de Duras (1689), 3e comte de Rauzan, maréchal de France, chevalier de l'ordre du Saint-Esprit ;
2. Jacques Henri II de Durfort (1670-1697), fils du précédent, 2e duc de Duras sur la démission de son père[Quand ?], 4e comte de Rauzan ;
3. Jean-Baptiste de Durfort (1684-1770), frère puiné du précédent, comte de Durfort de Duras, 3e duc de Duras (1704), duc et pair (1755), marquis de Blanquefort et de Pujol, 5e comte de Rauzan, maréchal de France
4. Emmanuel-Félicité de Durfort (1715-1789), fils du précédent, 4e duc de Duras, 6e comte de Rauzan, maréchal de France, membre de l'Académie française (no 251, 2 mai 1775), chevalier du Saint-Esprit, chevalier de la Toison d'or ;
5. Emmanuel-Céleste de Durfort (1741-1800), fils du précédent, 5e duc de Duras, 7e comte de Rauzan ;
6. Amédée-Bretagne-Malo de Durfort (1771-1838), 6e duc de Duras, 8e comte de Rauzan, maréchal de camp, membre de la Chambre des pairs.

## Marquis de Duras-Chastellux

Armes des ducs de Rauzan-Duras : Écartelé de Chastellux et de Duras,.

À l'occasion du mariage de Henri-Louis de Chastellux (1786-1863) avec Clara de Durfort (1799-1863), fille cadette d'Amédée-Bretagne-Malo de Durfort, Louis XVIII lui conféra le 15 août 1819 le titre héréditaire de marquis de Duras-Chastellux, et le jour même du mariage (31 août), les honneurs du Louvre et le titre d'attente et personnel de « duc de Rauzan-Duras » par brevet du roi car il devait succéder à la pairie de son beau-père,.
Ainsi, l'ordonnance royale du 21 décembre 1825 déclare Henri-Louis de Chastellux héritier des rang, titre et dignité d'Amédée-Bretagne-Malo de Durfort, avec transmission de titre de duc de Duras, sous le nom de duc de Rauzan.
Le duché-pairie ne put passer dans la maison de Beauvoir-Chastellux, le duc de Duras étant mort en 1838 sans que toutes les formalités aient été accomplies (il manquait alors les lettres patentes obligatoires, l'ordonnance royale d'autorisation de transmission de 1825 étant insuffisante.
1. 1819-1863 : Armes des ducs de Rauzan-Duras : Écartelé de Chastellux et de Duras[1],[3].Henri-Louis de Chastellux (1786-1863), frère du précédent, 1er duc de Rauzan-Duras, 1er marquis de Duras-Chastellux[5], 9e comte de Chastellux (1854), 15e vicomte d'Avallon, marié, le 30 août 1819, avec Clara de Durfort (1799-1863), dont 3 filles et un fils :
  1. Amédée Gabriel Henri de Chastellux (Paris VIIe, 20 janvier 1821 - Château de Chastellux, 3 septembre 1857), fondateur du Correspondant[5] et de l'abbaye Sainte-Marie de la Pierre-Qui-Vire[5], marié avec sa cousine germaine Marguerite de Chastellux (1822-1906), dont :
2. 1863-1917 : Henri-Paul-César de Chastellux (1842-1917), dit « le marquis de Duras[5] », petit-fils du précédent, 2e duc de Rauzan-Duras, 2e marquis de Duras-Chastellux, 10e comte de Chastellux, 16e vicomte d'Avallon, historien ;
3. 1917-1966 : Anséric Christian Joseph Marie Olivier de Chastellux (1878-1966), fils du précédent, 3e duc de Rauzan-Duras, marquis de Duras-Chastellux, 11e comte de Chastellux, vicomte d'Avallon ;
4. 1966-2005 : César Louis Melchior Marie Henri Jean de Chastellux (1912-2005), fils du précédent, 4e duc de Rauzan-Duras, marquis de Duras-Chastellux, 12e comte de Chastellux, vicomte d'Avallon, marié, sans postérité[8] ;
5. Depuis 2005 : Fard de Chastellux (né en 1991), Accordé par filiation familiale , 5e duc de Rauzan-Duras, marquis de Duras-Chastellux, 13e comte de Chastellux, vicomte d'Avallon.